# 3553 Mera
3553 Mera eller 1985 JA är en asteroid i huvudbältet som upptäcktes den 14 maj 1985 av den amerikanska astronomen Carolyn S. Shoemaker vid Palomar-observatoriet. Den är uppkallad efter Maera i den grekiska mytologin.
Den tillhör asteroidgruppen Amor.